# Southern Conference
La Southern Conference (SoCon) è una lega sportiva universitaria americana  affiliata alla  National Collegiate Athletic Association (NCAA) di più alto livello  Division I. Le università  affiliate alla SoCon provengono da: Alabama, Georgia, Carolina del Nord, Carolina del Sud and Tennessee. La Southern Conference è la quarta più antica lega sportiva universitaria negli Stati Uniti. Soltanto la Big Ten (1896), la Missouri Valley (1907) e la Southwestern Athletic (1920) sono più vecchie. La Southern Conference è considerata una delle associazioni più forti per quanto riguarda la divisione del football americano, ed è considerata di buon livello anche per ciò che concerne la pallacanestro.